# قائمة مجالات نظرية الأعداد

## عوامل
- أعداد مركبة
  - أعداد متعددة القواسم
- أعداد فردية وزوجية
- قاسم
  - القاسم المشترك الأكبر
  - المضاعف المشترك الأصغر
  - خوارزمية اقليدس
  - أعداد أولية فيما بينها
  - نتيجة إقليدس المساعدة
  - متطابقة بوزو
  - خوارزمية اقليدس الموسعة
  - جدول القواسم
- عدد أولي
- عوامل أولية
  - جدول الأعداد الأولية
- التفكيك
  - عدد RSA
- المبرهنة الأساسية في الحساب
- خالي من التربيع
- مربع كامل
- كثير حدود بقيم صحيحة

## أعداد كسرية
- عدد جذري
- كسر أحادي
- كسر مختزل
- كسر ثنائي الأساس
- كسر مصري
- كسر دوري
- كسر متتابع
- متتالية فراي
  - دورة فيرد
  - شجرة Stern-Brocot
- مجموع ديدكايند

## حساب المقاس
- اختزال مونتغوميري
- مقاس أسي
- مبرهنة التطابق الخطي
- طريقة التعويضات المتتالية
- مبرهنة الباقي الصيني
- نظام التمثيل النمطي
- مبرهنة فيرما الصغرى
- دالة أويلر-توتينت
  - فرق الأولية النسبية
  - غير قابل لتعداد الأولية النسبية
- مبرهنة أويلر
- مبرهنة ويلسون
- جذر أولي بمقاس n
  - رتبة جدائية
  - لوغاريتم مقطع
- باقي تربيعي
  - معيار أويلر
  - رمز لاغرانج
  - نتيجة غاوس المساعدة
- تطابق تربيعي
- صيغة لوهن
- فك n مقاسي للتشفير

## اختبار أولية عدد ماوتفكيكه
- تجريب القسمات
- غربال سندارام Sundaram,
- غربال إراتوستينس,
- غربال أتكين,
- اختبار الإوالية لفيرما
  - شبه أولي
  - عدد كارمايكل
  - عدد أويلر شبه الأولي
  - عدد أويلر-جاكوبي شبه الأولي
  - عدد فيبوتشي شبه الأولي
  - عدد أولي محتمل
- اختبار أ.ك.أس
- اختبار الإوالية ل Miller-Rabin
- اختبار الإوالية ل Lucas-Lehmer
- اختبار الإوالية ل Lucas-Lehmer لأعداد ميرسن
- اختبار الإوالية ل Solovay-Strassen
- NewPGen
- تفكيك عدد, خوارزمية تفكيك عدد إلى جذاء عوامل أعداد أولية
  - خوارزمية p-1 ل Pollard
  - خوارزمية rho ل Pollard
  - التفكيك لجسم إهليلجي ل Lenstra
  - تفكيك Dixon
  - تربيعية المنخل Crible quadratique
  - منخل حقل العدد الخاص Crible spécial de corps de nombres (SNFS)
  - منخل حقل العدد العام Crible général de corps de nombres (GNFS)
  - خوارزمية شوور
- خوارزمية احتمالية
- مسابقة التقكيك RSA
  - FAFNER

## الدوال الحسابية
- الدوال الجدائية,
- الدالة التجميعية Fonction additive
- إلتواء دايريكليت Convolution de Dirichlet
- دالة موبيوس,
  - صيغة القلب لموبيوس,
- دالة سيغما Fonction sigma
- دالة المقسوم Fonction diviseur
- دالة ليوفيل ,
- دالة تقسيم العناصر Fonction partage d'un entier
- دالة التقسيم Fonction partition
  - Partition entière
  - أعداد بيل Nombres de Bell
  - دالة لانداو Fonction de Landau
  - مبرهنة العدد الخماسي Théorème du nombre pentagonal

## نظرية الأعداد التحليلية: المشكلة التجميعية
- الأولوية Primorielle،
  - الأعداد الأولية الأولوية Nombre premier primoriel،
- الأعداد الأولية المكوكبة Constellation de nombres premiers،
  - الأعداد الأولية التوأم،
    - حدسية العددين الأوليين التوأم،
    - ثابت برون،

  - أبناء عم الأعداد الأولية Nombres premiers cousins،
  - التوائم الأربعة للأعداد الأولية Quadruplet de nombres premiers،
  - الأعداد الأولية السكسية Nombres premiers sexy،
- أعداد صوفي جرمين الأولية،
- عدد أولي آمن،
- سلسلة كننغهام Chaîne de Cunningham،
- حدسية غولدباخ،
  - حدسية غولدباخ الضعيفة،
- الحدسية الثانية لهاردي-ليتلوود،
- فرضية H لتشينزيل Hypothèse H de Schinzel،
- معضلة ويرينغ،
  - متطابقة براهماغوبتا Identité de Brahmagupta،
  - متطابقة المربعات الأربع لأويلر،
  - مبرهنة المربعات الأربعة للاغرانج،
  - عدد التاكسيكاب Nombre taxicab،
  - عدد تاكسيكاب المعمم Nombre taxicab généralisé،
  - عدد كابتاكسي Nombre cabtaxi،
- مجموع المجموعات Somme d'ensembles،
- كثافة تشنيريلمان Densité de Schnirelmann،
- ثابت لانداو-رامانجن Constante de Landau-Ramanujan،
- عدد سيربنسكي،
  - سفينتين أور بست Dix-sept ou arrêt،

## نظرية الأعداد الجبرية
- عدد صحيح غاوسي، عدد غاوس النسبي Rationnel de Gauss
- عدد أيزنشتاين الصحيح،
- معيار أيزنشتاين،
- عدد أيزنشتاين الأولي،
- الحقل التربيعي،
- حقل الأعداد الجبرية،
  - حلقة ديديكايند،
- الحقل العالمي Corps global،
- زمرة الصف المثالي classes d'idéaux،
  - مشكلة العدد الصفي للحقول التربيعية الخيالية Problème du nombre de classes pour les corps quadratiques imaginaires
  - مبرهنة ستارك-هيغنير،
  - عدد هيغنير،
  - تطابق أنكيني-أرتين-كوالا Congruence d'Ankeny-Artin-Chowla،
- جذر الوحدة Racine de l'unité،
  - فترة غاوس Période de Gauss, مجموع غاوس،
  - مبرهنة كوالا-مورديل،
  - حقل سايكلوتوميك Corps cyclotomique،
    - مبرهنة ستيكيلبيجير Théorème de Stickelberger،
    - حدسية فاندايفر Vandiver،
    - مبرهنة كرونيكير-ويبر،
    - مبرهنة هيربراند-رايبيت Théorème de Herbrand-Ribet،

  - التحويل النظري-العددي Transformation théorique de nombre،
- مبرهنة وحدة دايريكليت Théorème des unités de Dirichlet،
- المميز Discriminant،
- Ramification،
- الإختلاف المثالي Idéal différent،